# Fußball in Israel

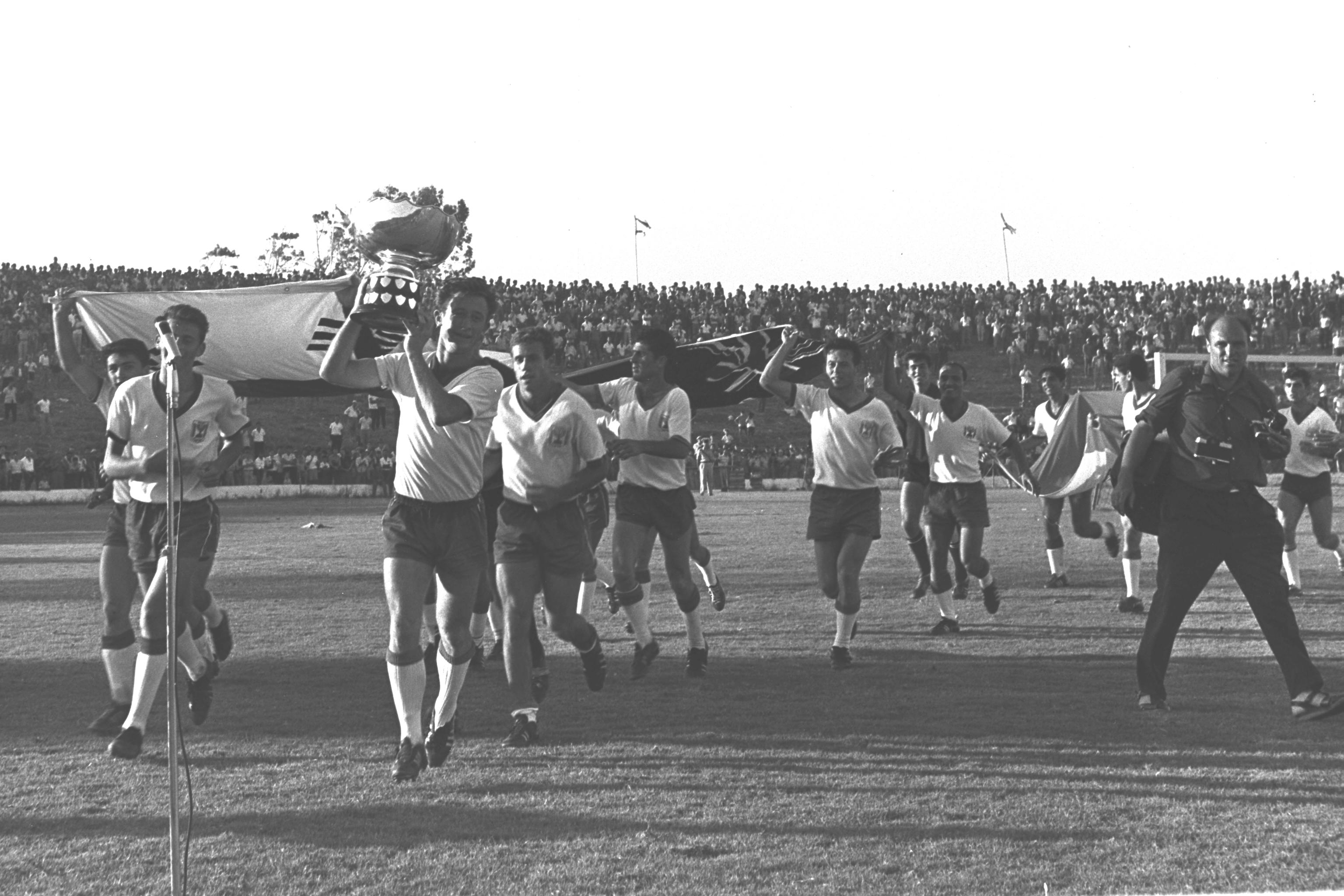
Die israelische Nationalmannschaft beim Gewinn der Asienmeisterschaft 1964

Fußball (hebräisch כַּדוּרֶגֶל Kaduregel) ist in Israel die populärste Sportart. Von 1956 bis 1974 war der israelische Fußballverband (IFA) Mitglied der Asian Football Confederation (AFC). In der Folgezeit war die IFA keiner Konföderation angeschlossen. 1994 wurde der Verband bei der UEFA als Vollmitglied aufgenommen. Deshalb treten die israelischen Nationalmannschaften in allen internationalen Wettbewerben als Teil Europas an.

## Geschichte

### Gründung des Verbandes unter britischem Einfluss
Unter Britischem Mandat brachten britische Streitkräfte den Fußball in die Region. So wurde die IFA 1928 als Football Association of Palestine gegründet und 1929 in die FIFA aufgenommen. 1956 trat der Verband, welcher mittlerweile aufgrund der Staatsgründung Israels 1948 in Israel Football Association umbenannt wurde, dem Asiatischen Fußballverband (AFC) bei.
Aufgrund des britischen Einflusses gab es zunächst viele britische und jüdische Vereine. Arabische hingegen gab es nur selten, jedoch nahmen diese ebenfalls an IFA-Wettbewerben teil. Der älteste Club Israels ist Maccabi Tel Aviv, welcher bereits 1906 als HaRishon LeZiyyon gegründet wurde. 1912 wurde in Petach Tikwa der Verein Maccabi Petach Tikwa gegründet. Es folgten weitere Gründungen von Maccabi-Vereinen, welche sich der 1921 gegründeten Maccabi World Union anschlossen.
In den 1920er Jahren, vor der Gründung der IFA, wurden zwei Pokalwettbewerbe abgehalten, bei denen vor allem die britischen Militärteams dominierten. 1932 wurde der Vorläufer der heutigen Ligat ha’Al gegründet. Der erste israelische Meister war die Fußballmannschaft der britischen Polizei.
Da sich viele Länder aus politischen Gründen (siehe: Israel-Palästina-Konflikt) weigerten gegen die Nationalauswahl von Israel anzutreten, u. a. während der WM-Qualifikation 1958 die Türkei, Indonesien und der Sudan, wurde der Verband 1974 aufgrund des steigenden Drucks der arabisch-muslimisch geprägten Mitglieder ausgeschlossen. Von da an trat Israel nur bei FIFA-Wettbewerben, oder gelegentlich mit Sondergenehmigung bei OFC-, UEFA- oder CONMEBOL-Qualifikationsturnieren an. 1992 wurde Israel als assoziiertes Mitglied bei der UEFA und 1994 schließlich als Vollmitglied aufgenommen.

### Fußball und Politik
Der Fußball in Israel lässt sich ohne seine politischen Hintergründe nur schwer verstehen. Schon die Vereine, die im damaligen britischen Mandatsgebiet gegründet wurden, waren Ableger politischer Organisationen, welche die verschiedenen Richtungen innerhalb der zionistischen Bewegung repräsentierten. Die politischen Gegensätze verschärften die Konkurrenz unter den Vereinen.

#### Maccabi-Bewegung

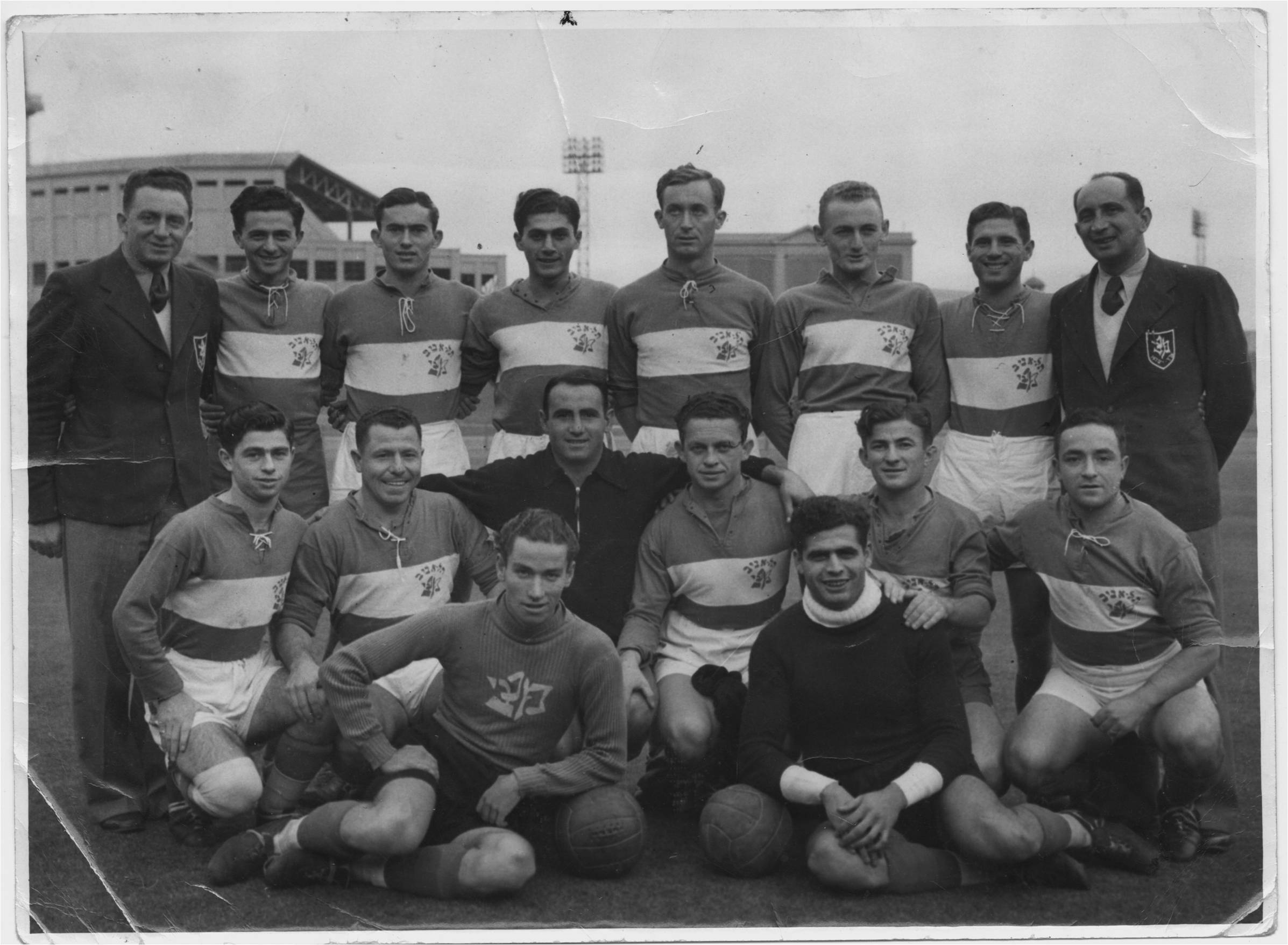
Maccabi Tel Aviv, der älteste Verein Israels, 1929

Die Maccabi-Bewegung (u. a. Maccabi Tel Aviv, Maccabi Petach Tikwa oder Maccabi Netanja) wurde 1921 ins Leben gerufen und stand den Bürgerlichen nahe. Ihr Ziel ist die Förderung des Bewusstseins der jüdischen Jugend für religiöse, kulturelle und nationale Werte. Der Begriff Maccabi leitet sich vom Namen der Priesterfamilie Makkabäer ab. Die Mitglieder werden als Freiheitskämpfer angesehen und kämpfen für ein freies Israel und Judentum. Der Davidstern findet sich in allen Maccabi-Vereinslogos wieder. Schon bald hatte die Bewegung über 100.000 Mitglieder und stieß vor allem bei den Kommunisten aus der Sowjetunion auf starken Widerstand, so wurden nach und nach bis zum Ende der 1920er Jahre alle Maccabi-Clubs auf dem Gebiet der Sowjetunion verboten und aufgelöst.

#### Beitar-Bewegung
Die Beitar wurde 1923 als zionistische Jugendorganisation gegründet. 1924 entstand der Sportverband als Abteilung der Beitar. Der bekannteste Verein der Beitar-Bewegung ist Beitar Jerusalem. Sie ist vor allem eine Organisation der Revisionisten und bekannt für ihre antiarabischen Aktionen und wird als besonders ethnozentrisch bis rassistisch gesehen. Bei Beitar sollen keine arabischen und auch keine israelisch-arabischen Spieler spielen. Auch die israelische Nationalmannschaft soll keine Spieler von Beitar berufen. Um ihren Standpunkt zu verdeutlichen, griffen Beitar-Anhänger im März 2012 nach einem Spiel arabische Israelis in einem Supermarkt an und legten im Februar 2013 im Clubhaus von Beitar Feuer, nachdem der Verein verkündet hatte, zwei muslimische Spieler verpflichten zu wollen. Im Stadion von Beitar sind häufig feindliche Gesänge gegenüber Arabern zu hören. Heute versucht die Vereinsführung gegen den Rassismus in den eigenen Reihen anzukämpfen und erhielt dafür vom israelischen Staatspräsidenten Reuven Rivlin den Anti-Rassismus-Preis.

#### Hapoel-Bewegung
Die Hapoel-Bewegung repräsentiert die Arbeiter (Hapoel zu dt. = Arbeiter) und ist zugleich die größte Bewegung im Land. Bekannte Vereine sind Hapoel Be’er Scheva, Hapoel Ironi Kirjat Schmona oder Hapoel Akko. Die Bewegung gilt als besonders liberal und offen. Teilweise enthält sie auch linksextreme Einflüsse. So sind bei den Ultras von Hapoel Tel Aviv beispielsweise Sätze wie „Gebt Jerusalem den Palästinensern“ oder „Jerusalem gehört zu Jordanien“ zu hören. Vor allem aber sind die Hapoel-Anhänger sozial sehr engagiert. So haben Fans von Hapoel Katamon Jerusalem Hebräisch-Kurse für Immigranten aus Äthiopien organisiert, oder Kinder aus der interkulturellen Schule Yad be Yad betreut.

### Fußball und Palästina
Neben den israelischen Vereinen gibt es auch Fußballvereine, die aus israelischen Siedlungen auf dem Gebiet des Westjordanlandes wie Givat Zeev, Ma’ale Adumim oder Ariel hervorgegangen sind. Sechs dieser Vereine nehmen am Ligabetrieb der IFA teil. Von palästinensischer Seite wird dagegen protestiert, weil nach den FIFA-Statuten ein Verein nicht auf dem Territorium eines anderen Verbandes spielen darf, sofern dieser das ablehnt. Da die Westbank kein Teil des israelischen Staatsgebietes sei, hätten die Vereine kein Recht, in der israelischen Liga zu spielen oder überhaupt Mitglieder der IFA zu sein.
Die IFA argumentiert dagegen, dass die Gebiete im Westjordanland, in denen die Vereine spielen, lediglich umstritten und nicht besetzt seien. Der Status der Gebiete könne nicht von der FIFA bestimmt werden, sondern müsse von Israelis und Palästinensern auf politischer Ebene geklärt werden. Die FIFA schloss sich dieser Argumentation an.
Der israelische Nationalspieler Abbas Suan wurde 2005 im Freundschaftsspiel gegen Kroatien von den eigenen Fans auf den Tribünen bei jedem Ballkontakt ausgebuht und mit Affen-Lauten begleitet, weil seine Eltern Palästinenser sind.

## Ligasystem
| Ebene | Ebene | Spielklasse                               | Spielklasse                               | Spielklasse                                | Spielklasse                                | Spielklasse                        | Spielklasse                        | Spielklasse                        | Spielklasse                        | Spielklasse                      | Spielklasse                      | Spielklasse                        | Spielklasse                        | Spielklasse                       | Spielklasse                       | Spielklasse                   | Spielklasse                   |
| ----- | ----- | ----------------------------------------- | ----------------------------------------- | ------------------------------------------ | ------------------------------------------ | ---------------------------------- | ---------------------------------- | ---------------------------------- | ---------------------------------- | -------------------------------- | -------------------------------- | ---------------------------------- | ---------------------------------- | --------------------------------- | --------------------------------- | ----------------------------- | ----------------------------- |
| 1     | 1     | Ligat ha’Al 14 Vereine                    | Ligat ha’Al 14 Vereine                    | Ligat ha’Al 14 Vereine                     | Ligat ha’Al 14 Vereine                     | Ligat ha’Al 14 Vereine             | Ligat ha’Al 14 Vereine             | Ligat ha’Al 14 Vereine             | Ligat ha’Al 14 Vereine             | Ligat ha’Al 14 Vereine           | Ligat ha’Al 14 Vereine           | Ligat ha’Al 14 Vereine             | Ligat ha’Al 14 Vereine             | Ligat ha’Al 14 Vereine            | Ligat ha’Al 14 Vereine            | Ligat ha’Al 14 Vereine        | Ligat ha’Al 14 Vereine        |
| 2     | 2     | Liga Leumit 16 Vereine                    | Liga Leumit 16 Vereine                    | Liga Leumit 16 Vereine                     | Liga Leumit 16 Vereine                     | Liga Leumit 16 Vereine             | Liga Leumit 16 Vereine             | Liga Leumit 16 Vereine             | Liga Leumit 16 Vereine             | Liga Leumit 16 Vereine           | Liga Leumit 16 Vereine           | Liga Leumit 16 Vereine             | Liga Leumit 16 Vereine             | Liga Leumit 16 Vereine            | Liga Leumit 16 Vereine            | Liga Leumit 16 Vereine        | Liga Leumit 16 Vereine        |
| 3     | 3     | Liga Alef Nord 16 Vereine                 | Liga Alef Nord 16 Vereine                 | Liga Alef Nord 16 Vereine                  | Liga Alef Nord 16 Vereine                  | Liga Alef Nord 16 Vereine          | Liga Alef Nord 16 Vereine          | Liga Alef Nord 16 Vereine          | Liga Alef Nord 16 Vereine          | Liga Alef Süd 16 Vereine         | Liga Alef Süd 16 Vereine         | Liga Alef Süd 16 Vereine           | Liga Alef Süd 16 Vereine           | Liga Alef Süd 16 Vereine          | Liga Alef Süd 16 Vereine          | Liga Alef Süd 16 Vereine      | Liga Alef Süd 16 Vereine      |
| 4     | 4     | Liga Bet Nord A 16 Vereine                | Liga Bet Nord A 16 Vereine                | Liga Bet Nord A 16 Vereine                 | Liga Bet Nord A 16 Vereine                 | Liga Bet Nord B 16 Vereine         | Liga Bet Nord B 16 Vereine         | Liga Bet Nord B 16 Vereine         | Liga Bet Nord B 16 Vereine         | Liga Bet Süd A 16 Vereine        | Liga Bet Süd A 16 Vereine        | Liga Bet Süd A 16 Vereine          | Liga Bet Süd A 16 Vereine          | Liga Bet Süd B 16 Vereine         | Liga Bet Süd B 16 Vereine         | Liga Bet Süd B 16 Vereine     | Liga Bet Süd B 16 Vereine     |
| 5     | 5     | Liga Gimel Nord Oberes Galilee 14 Vereine | Liga Gimel Nord Oberes Galilee 14 Vereine | Liga Gimel Nord Unteres Galilee 14 Vereine | Liga Gimel Nord Unteres Galilee 14 Vereine | Liga Gimel Nord Jezreel 13 Vereine | Liga Gimel Nord Jezreel 13 Vereine | Liga Gimel Nord Samaria 13 Vereine | Liga Gimel Nord Samaria 13 Vereine | Liga Gimel Süd Sharon 13 Vereine | Liga Gimel Süd Sharon 13 Vereine | Liga Gimel Süd Tel Aviv 14 Vereine | Liga Gimel Süd Tel Aviv 14 Vereine | Liga Gimel Süd Zentral 12 Vereine | Liga Gimel Süd Zentral 12 Vereine | Liga Gimel Süd Süd 15 Vereine | Liga Gimel Süd Süd 15 Vereine |

Das aktuelle Ligasystem besteht in der aktuellen Form seit 2009. Der Rekordmeister der Liga ha’Al ist Maccabi Tel Aviv mit 21 gewonnenen Meisterschaften.

### Qualifikation für internationale Wettbewerbe
UEFA Champions League
- Platz 1 in der Liga ha’Al

UEFA Europa League
- Platz 2 und 3 in der Liga ha’Al
- Gvia HaMedina: Sieger

## Nationale Pokale

### Gvia HaMedina
Der Gvia HaMedina (hebräisch: גביע המדינה) gleicht dem deutschen DFB-Pokal. Alle israelischen Teams haben die Möglichkeit daran teilzunehmen. Der Pokal wird im klassischen K.-o.-Modus ausgetragen, jedoch steigen die höherklassigen Vereine erst in späteren Runden ein. Das Finale wird im Ramat-Gan-Stadion (Nationalstadion) ausgetragen und der Gewinner qualifiziert sich für die UEFA Europa League. Auch hier ist Maccabi Tel Aviv mit 23 gewonnenen Pokalen Rekordsieger.

### Gvia HaToto
Der israelische Toto-Pokal (hebräisch: גביע הטוטו, Gvia HaToto) gleicht dem englischen Ligapokal. Auf jeder Ebene ist pro Liga ein eigener Pokal vorgesehen. Der Pokal wird zunächst in einer Gruppenphase ausgetragen, wobei sich die jeweils zwei bestplatzierten Mannschaften für die K.-o.-Runde qualifizieren. Wie beim HaMedina wird das Finale im Nationalstadion ausgetragen. Der Gewinner qualifiziert jedoch nicht für die UEFA Europa League.

### Supercup
Seit 2015 wird wieder der israelische Supercup ausgetragen. Hier spielt der Meister gegen den Pokalsieger. Sollte eine Mannschaft das Double gewinnen, tritt sie gegen den Zweitplatzierten aus der Liga ha’Al an.

## Nationalmannschaften

### Herren
Das erste Länderspiel der israelischen Fußballnationalmannschaft fand am 26. September 1948 in New York gegen die US-amerikanische Auswahl statt. Das Spiel ging mit 1:3 verloren.
Israel konnte sich zwischen 1956 und 1974 vier Mal für die Asienmeisterschaften qualifizieren. Nach zwei verlorenen Finals, konnte die Nationalmannschaft beim AFC 1964 im eigenen Land erstmals einen Titel gewinnen. Für die Weltmeisterschaft konnte Israel sich lediglich für die 1970 in Mexiko qualifizieren. Man schied mit zwei Punkten (jeweils einer gegen Schweden und Italien) als Gruppenletzter in der Vorrunde aus.

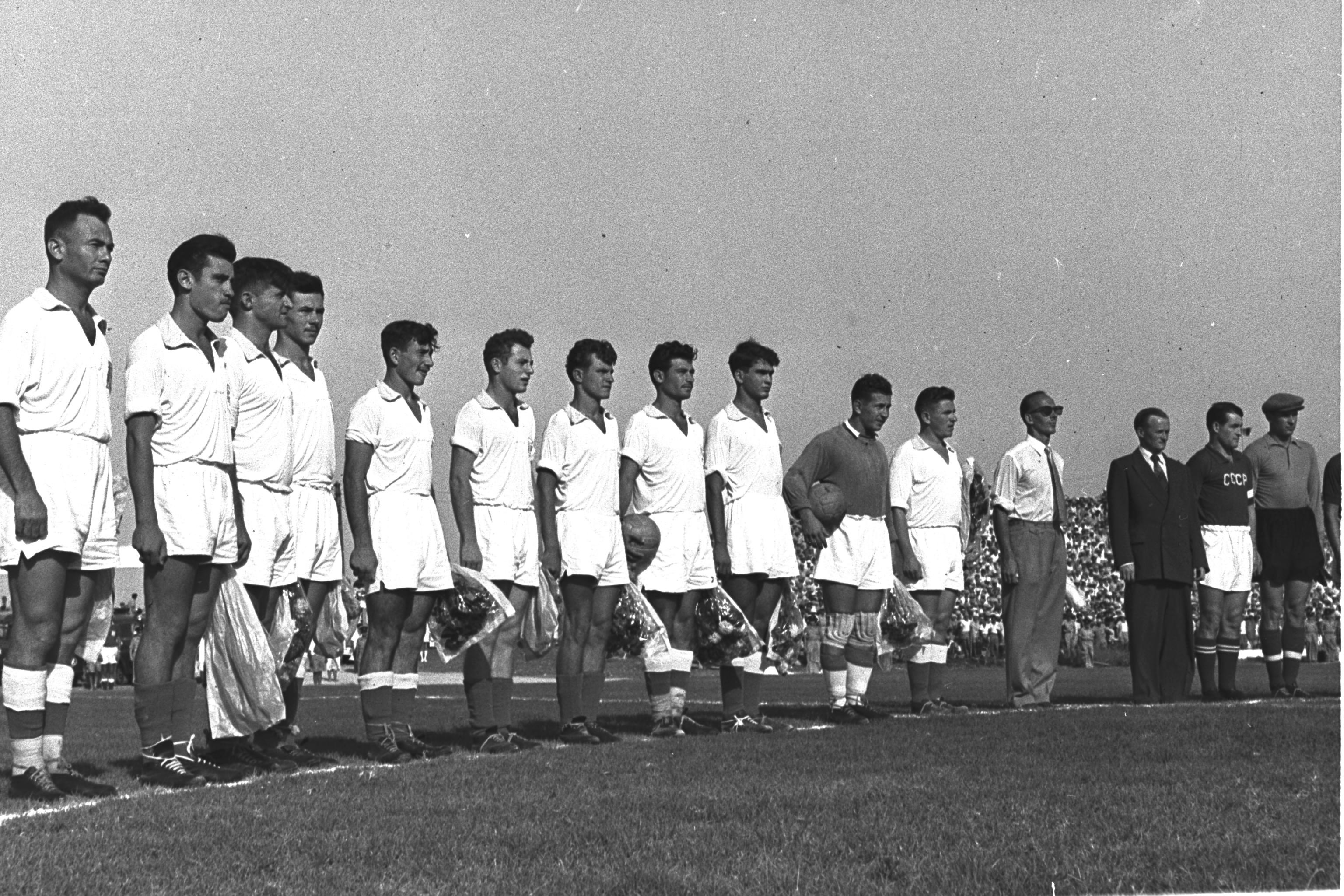
Israelische Fußballnationalmannschaft 1956

Zwei Mal nahm eine israelische Auswahl an den Olympischen Spielen teil. Sowohl 1968 in Mexiko-Stadt, als auch 1976 in Montreal erreichten sie das Viertelfinale.
Im November 2008 war Israel auf Rang 15 in der FIFA-Weltrangliste, der bis heute die höchste Platzierung darstellt.
Von August 2018 bis Juni 2020 war der Österreicher Andreas Herzog Nationaltrainer von Israel.

### Damen
Die Frauennationalmannschaft von Israel bestritt ihr erstes Länderspiel am 27. August 1977 gegen die Nationalmannschaft der Frauen aus den Niederlanden, welches mit 0:12 verloren wurde. Erst nach über 20 Jahren nach ihrem ersten Länderspiel bestritt die Mannschaft am 2. November 1997 ihr zweites Spiel gegen Rumänien.
Die israelischen Fußballnationalmannschaft der Frauen konnte sich noch nie für eine Welt- oder Europameisterschaft qualifizieren.

### Jugend
Auch Jugendnationalmannschaften repräsentieren die IFA auf internationaler Ebene. So war der größte Erfolg einer israelischen Junioren-Fußballnationalmannschaft der dritte Platz bei der U16-Europameisterschaft 1996.

## Stadien
Relevante Stadien in Israel sind:

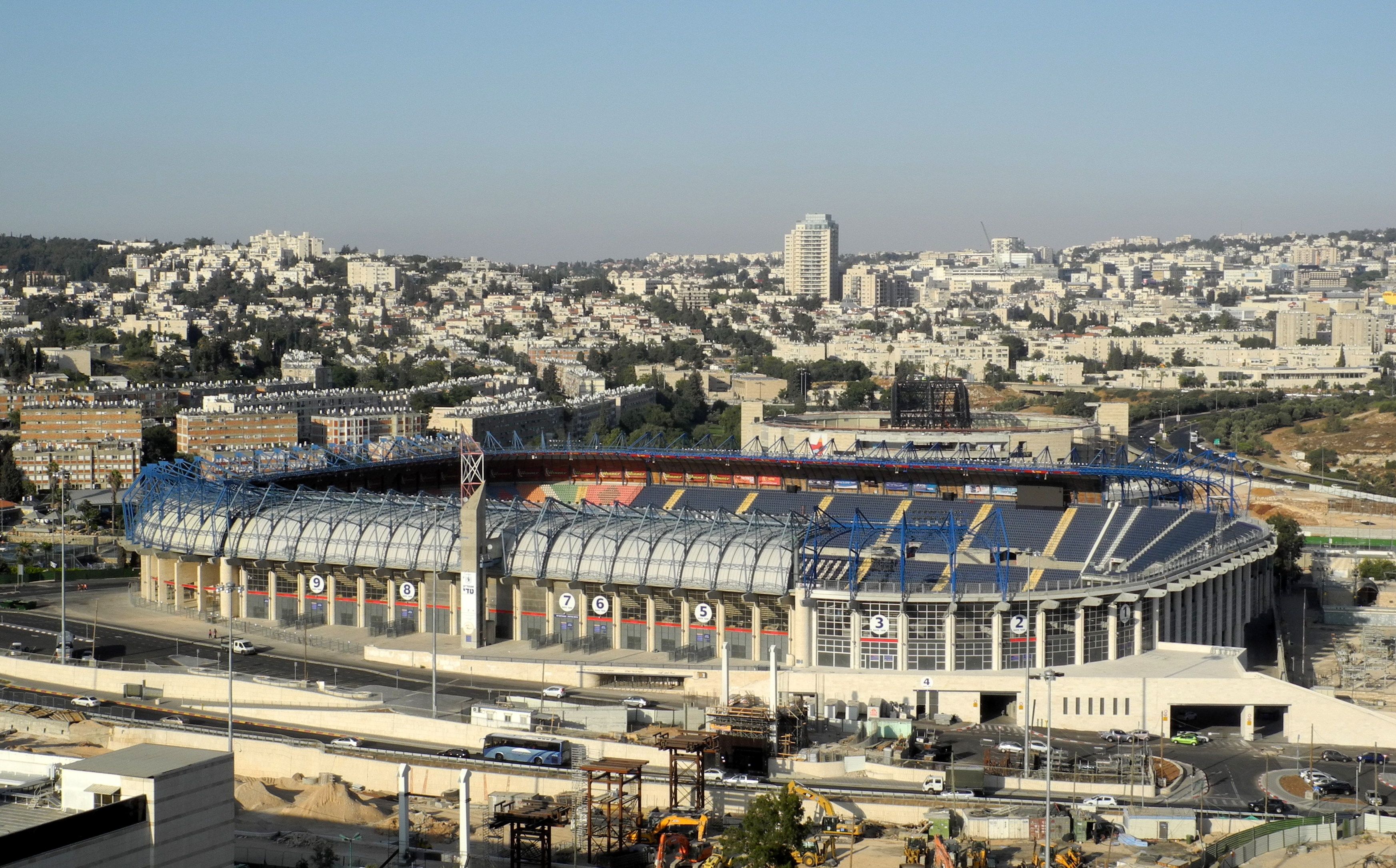
Teddy-Stadion von außen

- Das Ramat-Gan-Stadion (41.583 Plätze; 13.370 bei UEFA-Spielen) ist das Nationalstadion der israelischen Fußballnationalmannschaft und liegt in Ramat Gan, einer östlichen Vorstadt von Tel Aviv.
- Das Sammy-Ofer-Stadion (30.820 Plätze) ist das erste israelische Stadion der UEFA-Kategorie 4 und liegt in Haifa im Norden des Landes.
- Das Teddy-Stadion (32.000 Plätze) ist das modernste und größte Stadion Israels. Es steht in Jerusalem.